# احتياطيات اليورانيوم الاستراتيجية

اليورانيوم 238 (أزرق غامق)،
اليورانيوم 235 (أزرق فاتح)

احتياطيات اليورانيوم الاستراتيجية تشير احتياطي اليورانيوم الاستراتيجي إلى مخزونات اليورانيوم التي تحتفظ بها حكومة بلد معين بالإضافة إلى الصناعات الخاصة بغرض توفير الأمن الاقتصادي والوطني أثناء أزمة الطاقة.

## أمريكا الشمالية
في أوائل التسعينات أنشأت الولايات المتحدة احتياطياً مؤقتاً من اليورانيوم حيث يتكون الاحتياطي من اليورانيوم الطبيعي ومكافئته من اليورانيوم الموجود في المخزونات في الولايات المتحدة لأغراض الدفاع.
اعتبارا من 24 أكتوبر 1992 ولمدة 6 سنوات بعد ذلك يقتصر استخدام الاحتياطي للأغراض العسكرية والبحوث الحكومية.
في السنوات الأخيرة وبسبب الارتفاع في سعر اليورانيوم نظرت وزارة الطاقة في إنشاء احتياطي دائم لليورانيوم الاستراتيجي على غرار احتياطي البترول الاستراتيجي الأمريكي.

## آسيا
- أعلنت الصين عن إنشاء احتياطي استراتيجي لليورانيوم لاستكمال احتياطياتها النفطية الاستراتيجية.
- أعلنت اليابان بإنشاء احتياطي استراتيجي خاص بها من اليورانيوم.